# Вуджет, Джеймс Генри
Джеймс Генри Вуджет (англ. James Henry Woodget; 28 сентября 1874, Бёрнэм Маркет — 3 октября 1960, Фэйкенхем) — британский полицейский и перетягиватель каната, бронзовый призёр летних Олимпийских игр 1908.
На Играх 1908 в Лондоне Вуджет участвовал в турнире по перетягиванию каната, в котором его команда заняла третье место.